# Eoarchaik
Eoarchaik (ang. Eoarchean)
- w sensie geochronologicznym: najstarsza era archaiku, trwająca do 3,6 miliarda lat temu. Dolna granica czasowa eoarchaiku nie jest ustalona, ale pokrywa się z utworzeniem Ziemi i Układu Słonecznego (czyli około 4,6 mld lat temu),
- w sensie chronostratygraficznym: najniższy eratem eonotemu archaicznego.

Nieformalnie eoarchaik utożsamia się czasem z hadeikiem (hadejem) lub azoikiem.
Obejmuje okres od tworzenia się planet do ustabilizowania się orbit planet. W tej erze powstał Księżyc, uformowało się Jądro Ziemi, Płaszcz ziemski oraz skorupa ziemska, a także pojawiły się oceany. W połowie ery trwał natomiast okres Wielkiego Bombardowania. W końcowych fazach ery prawdopodobnie powstało życie. Dowody na to są jednak niepewne. Istnieją jednak hipotezy, iż mogło ono wtedy zostać kilkukrotnie przeniesione z przestrzeni kosmicznej i zniszczone. Wtedy też powstały najstarsze minerały (kryształ cyrkonu z Jack Hills w Australii) oraz skały (gnejsy z północno-zachodniej Kanady) na Ziemi.